# Eva Åkerlund
Eva Johanna Åkerlund, född 1 februari 1887 i Stockholm, död 10 oktober 1943 i Stockholm, var en svensk målare och författare.
Hon var dotter till Johan Åkerlund och Pauline Åkerlund samt tvillingsyster till Åke Åkerlund och faster till vissångaren Birgit Åkerlund-Littorin. Hon studerade vid Cardons målarskola och Wilhelmsons målarskola i Stockholm samt i Köpenhamn och Paris. Hennes konst består av Norrländska motiv med kåtor och fjäll samt blomsterstilleben. 
Eva Åkerlund är begravd på Norra begravningsplatsen utanför Stockholm.